# Паннала (підрозділ окружного секретаріату)
Підрозділ окружного секретаріату Паннала — підрозділ окружного секретаріату округу Курунегала, Північно-Західна провінція, Шрі-Ланка. Складається з 87 Грама Ніладхарі.